# Heterocnemis graeca
Heterocnemis graeca ist ein Käfer aus der Familie der Rosenkäfer, der in die Unterfamilie Cetoniinae gestellt wird. Die Gattung Heterocnemis kommt in Europa nur in einer Art vor, eine weitere Art ist aus dem Iran bekannt.
| |  |  |
| Abb. 1: Aufsicht ♀, Foto Udo Schmidt |  |  |
| |  |  |
| Abb. 2 links: Aufsicht Kopf, Kopfschild fast nicht ausge- schnitten; Mitte: linke Vorderschiene ♀ mit drei Außen- zähnen; rechts: Schildchen, Spitze abgerundet |  |  |
| |  |  |
| Abb. 3: Aedeagus, links von der Seite |  |  |

## Bemerkungen zum Namen und Synonymen
Der Käfer wurde erstmals 1832 von dem Franzosen Brullé als Cetonia graeca beschrieben. Der Artname graeca (lat. für griechisch) ist dadurch erklärt, dass Brullé als wissenschaftlicher Begleiter der Morea-Expedition den Käfer in Griechenland auf dem Peloponnes fand.
Der Käfer wurde später zeitweise den Gattungen Leucocelis und Oxythyrea zugeordnet. 1852 wurde für ihn von Albers eine neue Gattung Heterocnemis geschaffen. Der Name Heterocnemis ist von altgr. έτερος „héteros“ für „anders“  und  κνημίς „knemis“ für den Schiene abgeleitet und nimmt darauf Bezug, dass die Vorder- und Hinterschienen bei Männchen und Weibchen verschieden ausgebildet sind.

## Beschreibung des Käfers
Der Käfer wird etwa eineinhalb Zentimeter lang (11,5–16 Millimeter) bei einer Breite von acht Millimetern. Er ähnelt entfernt den in Europa weit verbreiteten Rosenkäfern Oxythyrea funesta und Tropinota hirta, denn alle drei sind etwa gleich groß und dunkel mit weißen Flecken. Heterocnema graeca unterscheidet sich jedoch bereits von oben betrachtet von den beiden anderen durch das weniger spitz endende Schildchen (Abb. 2 rechts) und einen vorn kaum ausgerandeten Kopfschild (Abb. 2 links). Von der Gattung Oxythyrea unterscheidet er sich weiterhin dadurch, dass er kompakter gebaut und auf dem Halsschild höchstens am Rand weiß gepunktet ist. Von Tropinota unterscheidet ihn, dass er auf dem Halsschild nicht wie dieser einen glatten, flachen Kiel hat.
Die Grundfarbe des Käfers ist schwarz, die Flügeldecken sind schwarzbraun. Der Kopfschild (Abb. 2 links) verdeckt die Oberkiefer. Der Kopfschild ist etwas länger als breit, im vorderen Bereich flach gerandet und an der Spitze nur sehr schwach konkav. Über den Fühlern ist der Kopfschild eingeschnitten, sodass die Einlenkungsstellen der Fühler von oben sichtbar sind. Die Fühler sind neungliedrig. Die drei letzten Glieder sind frei beweglich und einseitig zu einer dreiblättrigen Fühlerkeule erweitert. Die Fühlerkeule ist beim Männchen eineinhalb mal so lang wie beim Weibchen. Die Kiefertaster und die Lippentaster sind schwärzlich. Die Maxillartaster enden mit einem ungewöhnlich  langen walzenförmigen Endglied. Der Kopf ist runzlig punktiert. Bei den Männchen ist er – wie auch der restliche Körper – deutlich dichter behaart als bei den Weibchen. Die Behaarung ist kurz und weißlich-gelblich.
Der Halsschild ist etwa gleich lang wie breit, abgeplattet, vorn fast gerade abgeschnitten und so breit wie der Kopf. Dann verbreitert er sich nach hinten bis zur Mitte gleichmäßig, danach verschmälert er sich bis zu den abgerundeten Hinterwinkeln nur wenig. Die Basis des Halsschilds ist durchgehend schwach konvex, nicht vor dem Schildchen konkav. Der Halsschild ist bei unbeschädigten Tieren ebenfalls mit einem kurzen gelblichen Flaum bedeckt. Er ist seitlich gerandet. An der Ecke, an der die Verbreiterung des Halsschilds in einen parallelen Verlauf übergeht, kann sich ein weißer Fleck befinden. Auch in den Hinterwinkeln kann ein weißer Fleck liegen. Die Punktierung des Halsschilds ist ähnlich wie die Punktierung des Kopfes. Vor dem Schildchen ist ein keilförmiger Bereich unpunktiert.
Das Schildchen ist lang gestreckt dreieckig, aber an der Spitze abgerundet. Es ist an der Basis stark punktiert, und schütter gelb behaart, an der Spitze glatt (Abb. 2 rechts). Seitlich ist es nicht tief gefurcht wie bei Tropinota. Wie die Flügeldecken ist das Schildchen sehr dunkelbraun gefärbt.
Die Flügeldecken sind breiter als der Halsschild, die Vorderecken vorstehend und abgerundet. Gegen Ende werden die Flügelecken etwas schmaler und sie enden abrupt, nur das Ende der Flügeldeckennaht steht etwas über.  Vorn sind die Flügeldecken seitlich flach ausgeschnitten, was den Flug bei geschlossenen Flügeldecken ermöglicht. Zwischen Halsschild und Flügeldecken sind seitlich die über der Mittelbrust liegende Skelettteile (Epimeren der Mittelbrust) von oben gut sichtbar (Abb. 1). Die Punktur der Flügeldecken ist außer an den Schulterbeulen dicht und besteht aus vorwiegend kommaförmigen Einstichen. Auf der Scheibe sind unregelmäßige rillenförmige Streifen ausgebildet. Die Behaarung ist weit weniger dicht als auf dem Kopf und dem Brustschild. Sie ist kurz und gelblich. Die Flügeldecken tragen etwa acht, symmetrisch angeordnete weiße Toment-Flecken. Am auffallendsten ist der seitlich liegende Fleck an der breitesten Stelle der Flügeldecken hinter dem Ausschnitt und die etwas kleineren vier Flecke, die ungefähr ein Rechteck bilden und auf der Scheibe vor und hinter den zuerst genannten Flecken liegen.
Auch auf den Epimeren zwischen Flügeldeckenbasis und Halsschild und auf den Beinen befinden sich gewöhnlich weiße Flecke.
Laut Albers sind die Vorderschienen beim Männchen scharf zweizähnig,  beim Weibchen stumpf dreizähnig. In verschiedenen Bestimmungstabellen wird der Käfer jedoch mit der Eigenschaft 'zwei Zähne an den Vorderschienen' geführt. Auch aus Abb. 2 Mitte geht hervor, dass bei Weibchen der dritte Zahn teilweise nur angedeutet ist. Mittel- und Hinterschienen enden scharfrandig gezackt (gefingert). Die Mittelschienen tragen zwei bewegliche Enddorne, die direkt nebeneinander stehen. Die Hinterschienen enden laut Albers bei den Weibchen mit zwei Enddornen, bei den Männchen nur mit einem Enddorn. Insbesondere dieser Unterschied begründet den Gattungsnamen. In neueren Bestimmungsschlüsseln ist dieser Unterschied durch die Formulierung in der Regel nur mit einem Enddorn relativiert. Die Tarsen sind alle fünfgliedrig und länger als die Schienen, die Hintertarsen bei den Männchen dicker als bei den Weibchen, das erste Glied nach oben und innen gekrümmt, ab dem dritten Glied seitlich komprimiert und oberseits mit einem dichten Wimpernsaum besetzt. Die Beine und die Unterseite sind dicht hell behaart.
Das Pygidium trägt ebenfalls zwei weiße Flecke.
Der Aedeagus (Abb. 3) zeichnet sich gegenüber anderen Rosenkäfern durch die eigentümliche Krümmung des Basalteils (siehe Seitenansicht) aus.

## Biologie
Die spärlichen Funddaten legen nahe, dass der Käfer zwischen Mai und Juli gefunden werden kann. In der Erstbeschreibung wird als Biotop auf Süßgräsern angegeben.
Bei einer Untersuchung verschiedener Arten von Eselsdisteln als Wirtspflanzen von Insekten wurde der adulte Käfer lediglich außen an  Onopordum bracteatum fressend gefunden. Es wurde jedoch vermerkt, dass er auch an anderen Korbblütlern gefunden wurde. Ausnahmsweise wird der Käfer jedoch auch als häufig auf blühenden Bäumen gemeldet. Ohne Quellenangabe findet man im Internet die Angabe, dass sich die Larve in verrottetem Holz von Laubbäumen entwickelt.

## Verbreitung
Der Käfer kommt nur in Griechenland, auf Kreta, den Kykladen und im westlichen Kleinasien vor.